# Francesco Marconi
Francesco Marconi (Roma, 1853 [o 1855] - Roma 1916) fue un tenor italiano.
Nacido en Roma, y de origen humilde, trabajó como carpintero en su juventud. La calidad de su voz llamó la atención de un profesor de canto, Ottavio Bartolini, que le dio sus primeras clases. Posteriormente, en el Conservatorio de Roma, estudió con Venceslao Persichini, que también fue profesor de dos barítonos de reputación internacional: Antonio Magini-Coletti (1855–1912) y Mattia Battistini (1856–1928).
Su debut escénico tuvo lugar en el Teatro Real de Madrid, en 1878, con Faust. Pronto comenzó a aparecer con regularidad en la Scala de Milán, y en giras veraniegas por América, principalmente en Buenos Aires. Durante dos temporadas, en 1883 y 1884, cantó en el Covent Garden de Londres. En 1888, en Nueva York, fue el protagonista de las primeras representaciones en América de Otello. A partir de entonces, Marconi centró su carrera principalmente en Europa oriental, cantando sobre todo en Polonia y en Rusia durante la década de 1890, con gran éxito.
En Italia, entre 1903 y 1908 produjo dos series de grabaciones discográficas, principalmente arias, pero también dúos con Antonio Cotogni, Bice Mililotti y Maria Galvany.